# عزاء المشاعل
عَزَاءُ المَشَاعِلْ أو ببساطة المِشَاعِلْ هي عادات تراثية دينية عراقية شيعية تتميز بها مدينة النجف وبعض مدن العراق، تقام في ليالي الثامن والتاسع والعاشر من شهر محرم الحرام وهي ضمن مراسيم إحياء ذكرى استشهاد الحسين بن علي التي تبدأ في أول عشر أيام من محرم وحتى يوم عاشوراء الذي هو من أهم الأيام في التقويم الشيعي.

## أجزاء المشعل
المشعل وجمعه مشاعل، وهو عبارة عن خشبة أو حديدة طويلة تتفرع منها عدد من الرؤوس بين 20 إلى 40 رأس ويتم ملأ كل رأس منها بمادة الكازويل وقطع القماش ويتم إشعال النار في هذه الرؤوسومن ثم يقوم بحملها رجال طوال القامة ذو أجسام ضخمة وعضلات قوية قادرين على حمل الأوزان الثقيلة لمدة من الزمن بسبب وزن المشعل الذي يكون ثقيلًا لضخامة حجمه المعدني حيث يقوم حامل المشعل بالدوران به ومن ثم المشي بإتجاه الصحن الحيدري ويسير مع صاحب المشعل جماعة من الناس يحملون السيوف والمقاوير والرايات ويقرعون الطبول ويرددون عبارات حسينية خاصة بهذه الطقوس ويطوفون حول العتبة العلوية على شكل عزائات، ويقف عند طرفي المشعل شخصان يُسما باللقافة مهمتهما تزويد المشعل بالوقود (الكازويل أو البنزين) كل مدة، ولاتقتصر هذه العادات على مشعل واحد بل عدد من المشاعل تنضم وتمارس سنويًا من قبل وجهاء العشائر وشخصيات معروفة بهذه العادة ويكون رئيس هيئة المواكب الحسينية مسؤلاً عن ذلك، وتسمى كل مجموعة من هذه المجاميع التي تحمل المشاعل بالمواكب وكل موكب له قائد واسم معين ومشعل خاص بهم وغالبا ما تكون أسماء المواكب على أسماء العائلات أو المناطق المشهورة بأدآء هذه العادات، ومايميز المشاعل بأنه العزاء الوحيد الذي تكون أسمائه بأسماء العائلات والمناطق وليس بأسماء أهل البيت كما الحال مع بقية العزائات.
وهناك نوع آخر من المشاعل يسمى الهودج الحسيني يكون على شكل سفينة محملة بالمصابيح ويشتهر هذا النوع في عدد من مدن العراقية خصوصًا كربلاء وأنتقلت هذه العادة في الأونة الأخيرة إلى بعض مدن الإيرانية ذات تجمعات عراقية فيها، في حين يشتهر المشعل المحمل بالنار في مدينة النجف حصرًا.

## التاريخ
كانت قبيلة بني أسد أول من قامت بإشعال النيران وحملها عندما دفن أفراد القبيلة شهداء معركة كربلاء بعد ثلاثة أيام من الواقعة، حيث كانت هذه الحادثة بذرة نشوء فكرة المشاعل.
لكن أول مشعل أنطلق علي فكرته الحديثة كان في النجف مطلع القرن الماضي في طرف البراق أحد أطراف مدينة النجف القديمة لتنطلق بعدها عادة المشاعل وتمارس سنويًا إلى الآن.
كانت المشاعل في بادئ الأمر تقتصر على مشعل واحد أو مشعلين ومن ثم أصبحت تزداد مع مرور السنوات حتى وصل عددها في النصف الثاني من القرن الماضي حوالي بالعشرات، وتعرضت هذه العادة إلى الاضطهاد والمنع في فترات مختلفة من قبل الحكومات العراقية المتعاقبة أشهرها المنع الذي جاء في زمن حكومة الرئيس الأسبق صدام حسين حيث منعت الجهات الحكومية من أدآء هذه العادة وجميع الشعائر الحسينية ذات تجمع وحضور كبير يقام فيها خوفًا من تحول هذه التجمعات إلى حركات المنتفضة تهدد أمن الحكومة كما حدث مع قضية انتفاضة صفر.
وكانت بعض الأحيان تمارس في السر بشكل بسيط وحضور قليل أبان المنع.
عادت هذه العادات والشعائر تمارس من جديد بعد غزو العراق وسقوط الحكومة المانعة عام 2003 حيث بلغت المشاعل أوج ذروتها وازداد عددها بالمئات وأصبحت ذات تجمع أكبر وعادة أهم وأشهر مما كانت عليها سابقًا.

## الفكرة
تعدد الأقوال حول سبب نشوء هذه العادة والفكرة منها، ومن هذه الأقوال:
- قيل إن العرب سابقًا كانت إذا أرادت أخذ الثأر من قبيلة أخرى أو جماعة ما أشعلت النيران وقرعت طبول الحرب حتى تستعيد ثأرها، وهنا يقصد أصحاب المشاعل الثأر مِن ممن قتل الحسين وأهله وأنصاره حيث يعتقد الشيعة ثأر دم الحسين سيؤخذ حين يظهر المهدي محمد بن الحسن وسيستمرون على هذا النهج حتى الظهور فضلًا كون قرع الطبول وحمل السيوف أثناء حمل المشعل تجعل من الأجواء وكأنها مشهد حرب.[8]
- وقيل أن هذه المشاهد هي عبارة عن تعبير رمزي للهجوم الذي حصل على أهل الحسين أثناء معركة كربلاء وحرق الجيش المعادي لخيم جيش الحسين بن علي.
- وهناك قول ثالث وهو إن قديما كانوا الناس يشعلون النيران في أيام محرم وعاشوراء لأرشاد الناس إلى طريق كربلاء وبعدها تحول إشعال النيران هذا إلى عادة سائدة.

## آراء دينية
لا تندرج المشاعل ضمن عقائد الدينية للشيعة، ولا يعتبر عملًا نصَ من الشريعة الإسلامية، وإنما هو مجهود شخصي حديث من قبل أهالي النجف ومن ثم تحولت إلى عادات تمارس سنويًا.
ولا يرى علماء الشيعة إشكالًا في ذلك كونه مجرد عادة تقليدية وليست شبهة أو بدعة دينية على الرغم من كون هذه العادة تقام مع مناسبة دينية.
ولا يعتقد حامل المشعل أنه يؤدي عملًا ضمن العبادات، إلّا أنه قد يثيب كونه أحيا محرم بشكل من الأشكال، لأن أحياء محرم بأي شكل لائق يعبر عن قضية كربلاء يعتبر من الأمور المهمة عند الشيعة ويثاب عليها.

### هوامش
- [أ].^ تاريخ غير ثابت، فقد يحدث هناك تغيير.